# Eva Nansen
Eva Helene Sars coniugata Nansen (Christiania, 17 dicembre 1858 – Lysaker, 9 dicembre 1907) è stata un mezzosoprano norvegese.

## Biografia
Nata in Christiania (oggi Oslo), era la figlia del sacerdote e professore di zoologia Michael Sars (1805–1869) e della moglie Maren Sars (1811–1898), e sorella del biologo Georg Ossian Sars e dello storico Ernst Sars. Per via materna è stata la nipote del poeta e critico Johan Sebastian e della scrittrice Elisabeth Welhaven, e cugina di primo grado di Hjalmar Welhaven e del capo di polizia Kristian Welhaven.
Nel settembre del 1889 ha sposato Fridtjof Nansen, esploratore polare e più tardi vincitore del premio Nobel per la pace per il suo lavoro con i rifugiati. Insieme hanno avuto più figli, incluso Odd Nansen, un noto architetto. Morí di polmonite il 9 dicembre 1907 Lysaker.

### Carriera

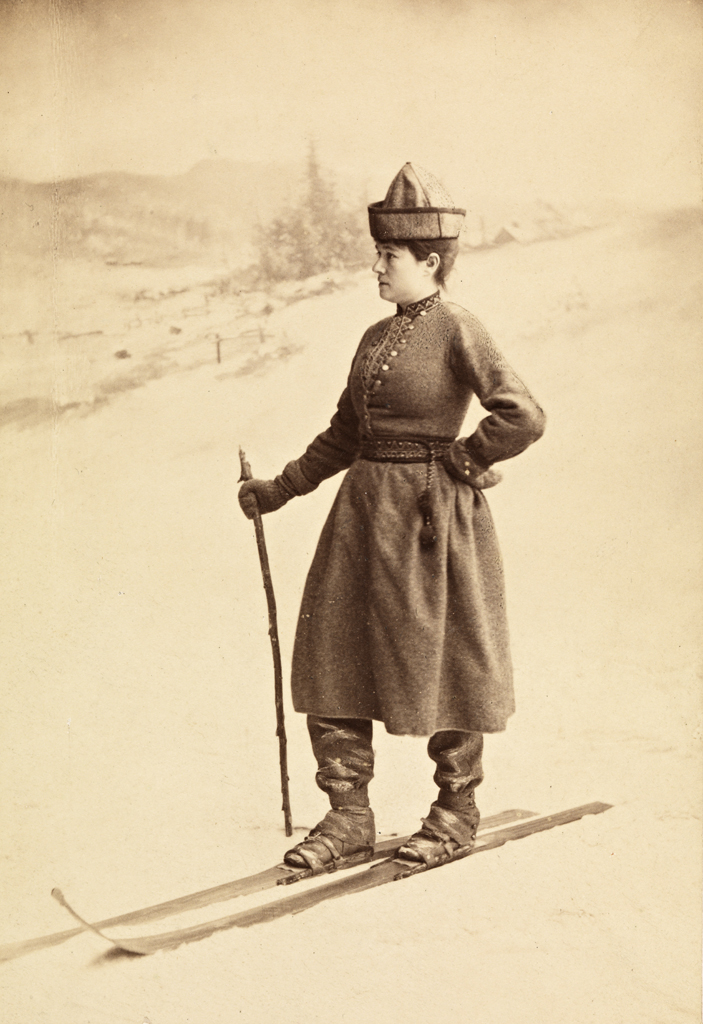
Eva Nansen, 1889

Eva Sars ha studiato canto per cinque anni con sua sorella Mally e il suo fratellastro, cantante baritone e compositore Thorvald Lammers. Il suo debutto come cantante lirica avvenne nel 1881, durante il Musikforeningen, il precursore della filarmonica di Oslo. Ha studiato con Désirée Artôt a Berlino nel 1886 e nel 1887. Si è specializzata nella musica romanza e ha realizzato il suo debutto come cantante romanza mezzo-soprano nel 1886. È apparsa in numerosi concerti nazionali e internazionali tra il 1880 e il 1900. La sua opera include il "Sogno di Elisa" dalLohengrin di Wagner e il "Gretchen" delle scene di Schumann dal Faust di Goethe. Il suo tour scandinavo di concerti con la pianista Erika Lie Nissen ha riscontrato grande entusiasmo. È considerata uno dei più illustri cantanti romanzi della Norvegia. Il suo ultimo concerto pubblico è stato a dicembre del 1899, quando si è esibita con il nuovo ciclo di canzoni chiamato Haugtussa, tratto da Edvard Grieg dai poemi di Arne Garborg.
Ha anche contribuito musicalmente negli incontri nella casa materna, la quale prima del 1898 era un luogo di ritrovo per i liberali e gli intellettuali; è stato chiamato "il primo salotto della Christiania"

## Pioniera dello sci
Eva Sars (Nansen) è stata una competente sciatrice. Lei e Cecilie Thoresen Krog hanno attirato l'attenzione per essere state le uniche donne all'evento sciistico di salti Husebyrennet. Più tardi ha avuto una grande influenza nell'ottenimento del diritto per le donne di partecipare agli sport invernali alle stesse condizioni degli uomini. Durante la Pasqua del 1892 è probabilmente diventata la prima donna ad aver attraversato l'altopiano Hardangervidda con gli sci; in questa occasione ha indissato un abbigliamento anticonvenzionale per il tempo, disegnato da Nansen e realizzato da lei stessa, con una gonna che arrivava appena sotto il ginocchio. Nell'articolo Skiløbningen, pubblicato sul giornale Verdens Gang nel marzo del 1893, ha lottato contro coloro che si sono moralmente schierati contro lo sci femminile.